# بياتريس كولن
بياتريس كولن (بالإنجليزية: Beatrice Colen)‏ (10 يناير 1948 - 18 نوفمبر 1999) ممثلة أمريكية ، توفيت بعد معاناة بمرض سرطان الرئة .

## روابط خارجية
- بياتريس كولن على موقع IMDb (الإنجليزية)
- بياتريس كولن على موقع قاعدة بيانات الفيلم (الإنجليزية)